# Marcoussis
Marcoussis település Franciaországban, Essonne megyében. Lakosainak száma 8597 fő (2022. január 1.). Marcoussis Nozay, Ollainville, Bruyères-le-Châtel, Fontenay-lès-Briis, Janvry, Linas, Montlhéry, Saint-Jean-de-Beauregard, Villejust és Les Ulis községekkel határos.

## Népesség
A település népességének változása:
| Lakosok száma | 8111 | 8132 | 8303 | 8139 | 8171 | 8138 | 8262 | 8430 | 8597 |
|               | 2013 | 2015 | 2016 | 2017 | 2018 | 2019 | 2020 | 2021 | 2022 |